# 도톤보리

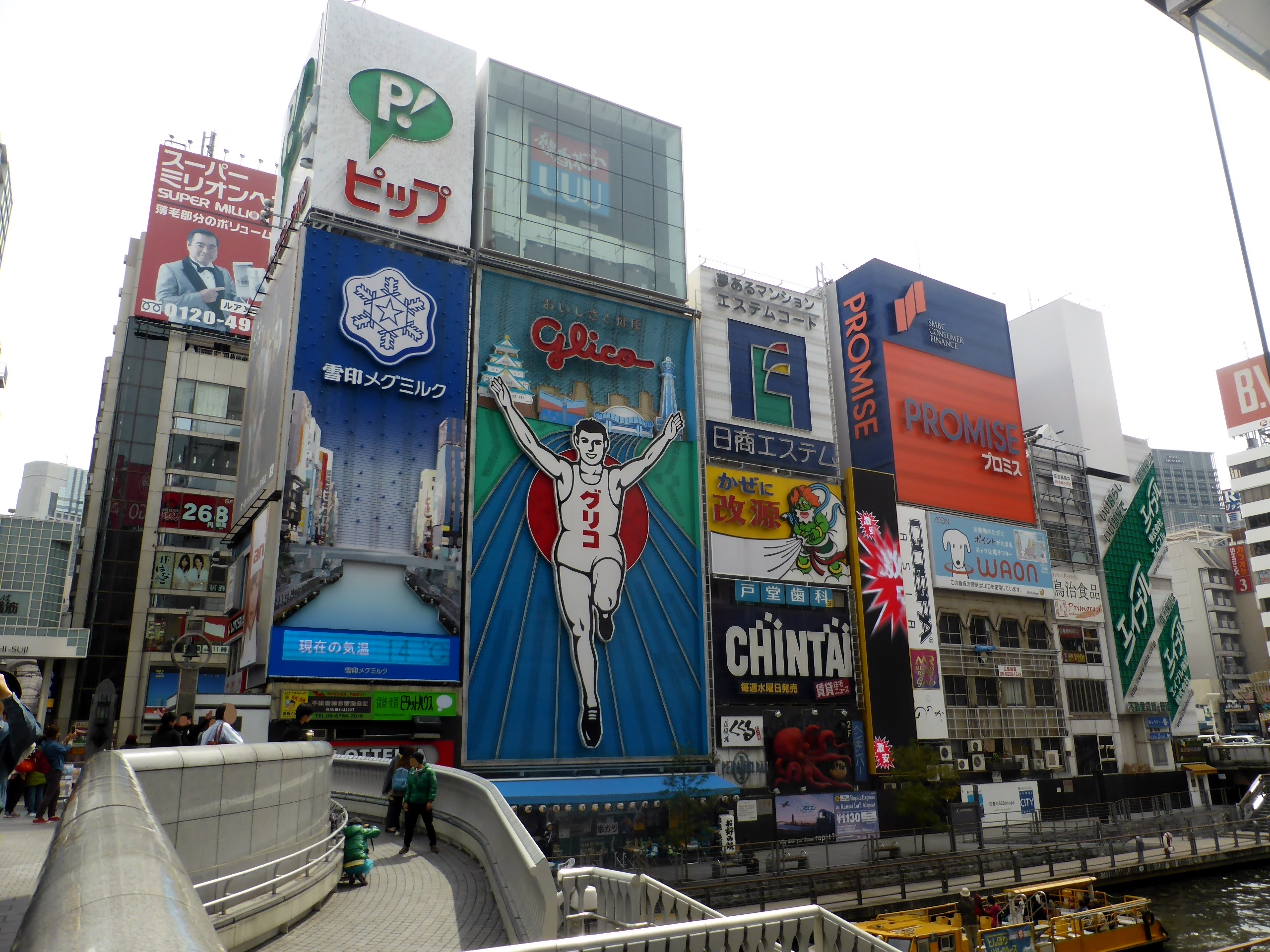
도톤보리의 글리코 사인

도톤보리(일본어: 道頓堀)는 일본 오사카부 오사카시 주오구의 지명으로, 이 지역의 북쪽을 흐르는 도톤보리강(일본어: 道頓堀川)의 약어이기도 하다. 도톤보리는 과거에는 극장이 밀집된 지역이었으나, 현재는 밤문화와 오락시설이 밀집된 지역으로 변모했다.
오사카의 제과회사인 에자키 글리코의 피니싱 라인을 통과하며 달리는 남성의 광고판이 랜드마크로 유명하다.

## 중심지
일반적으로 니혼바시(日本橋)에서 다이코쿠바시(大黒橋) 사이의 구간에 위치한, 도톤보리강 남쪽 도톤보리도(道頓堀通) 일대에 펼쳐진 번화가를 의미한다. 특히 에비스바시(戎橋) 동쪽은 도톤보리 고좌(五座)가 위치했던 극장가로, 도톤보리도의 남쪽에 극장, 북쪽에 연극 찻집이 나란히 자리 잡고 있었기 때문에 현재도 도로 남쪽에는 오락 시설이, 북쪽에는 음식점이 많은 구조를 이룬다.
오사카 미나미 지역의 동서축을 이루는 도톤보리도의 양측 지역으로, 남쪽은 난바와 센니치마에, 북쪽은 도톤보리강을 경계로 시마노우치의 신사이바시스지나 소에몬초와 맞닿아 있다. 이 지역에는 음식점이 밀집해 있으며, 도톤보리 글리코 사인, 카니도라쿠 본점, 나카자 쿠이다오레 빌딩, 킨류 라멘, 난바 도톤보리 호텔 등 다양한 간판과 네온사인, 건물들이 빼곡히 들어서 있다. 과거에는 ‘쿠이다오레’와 도톤보리 고쿠라쿠 상점가도 있었다.
도톤보리바시(御堂筋) 동쪽이 1초메, 서쪽이 2초메에 해당하며, 1초메의 니혼바시(堺筋) 동쪽은 일반적으로 번화가에 포함되지 않는다.

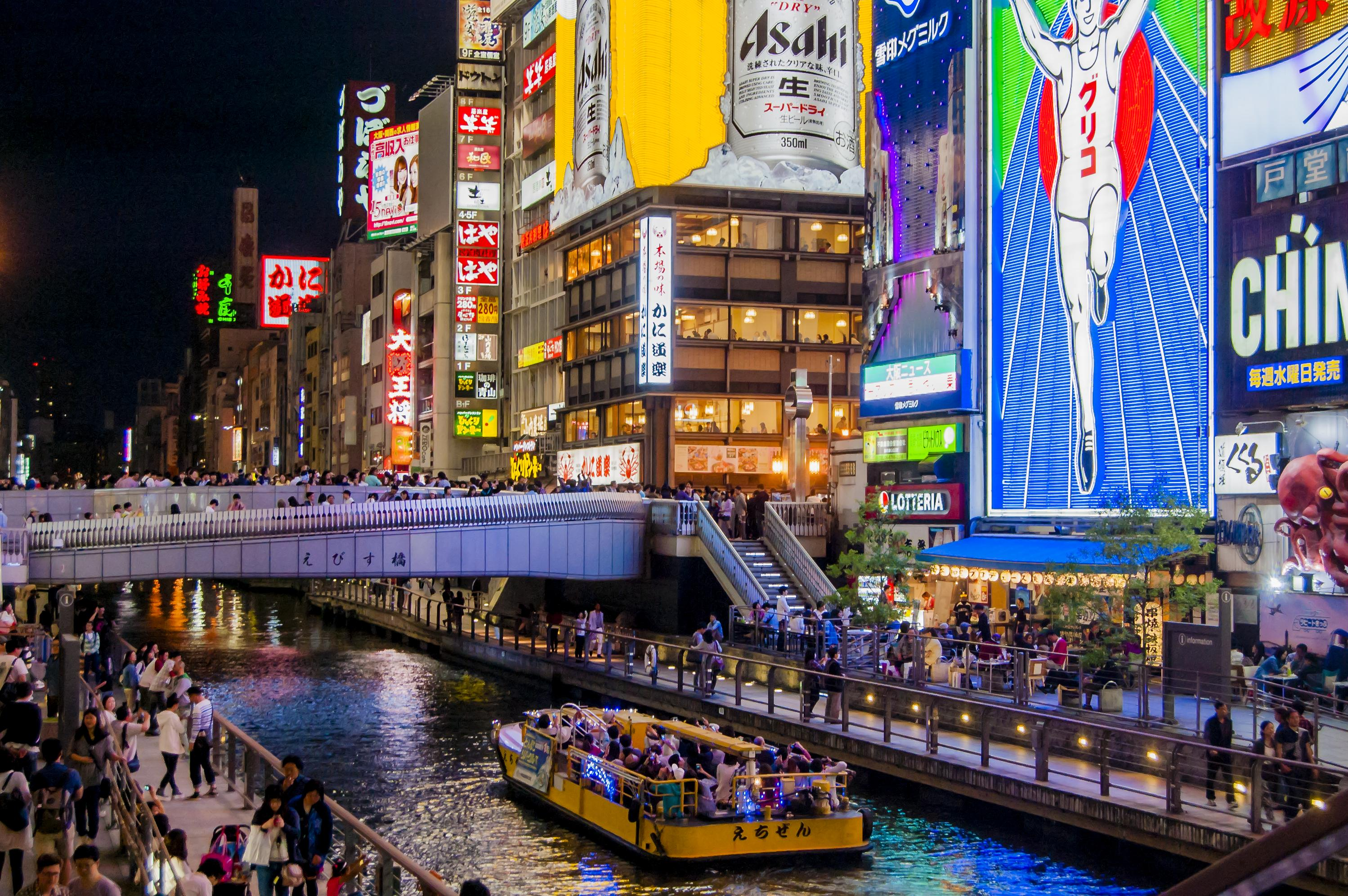
도톤보리다리에서 상류쪽을 바라본 모습
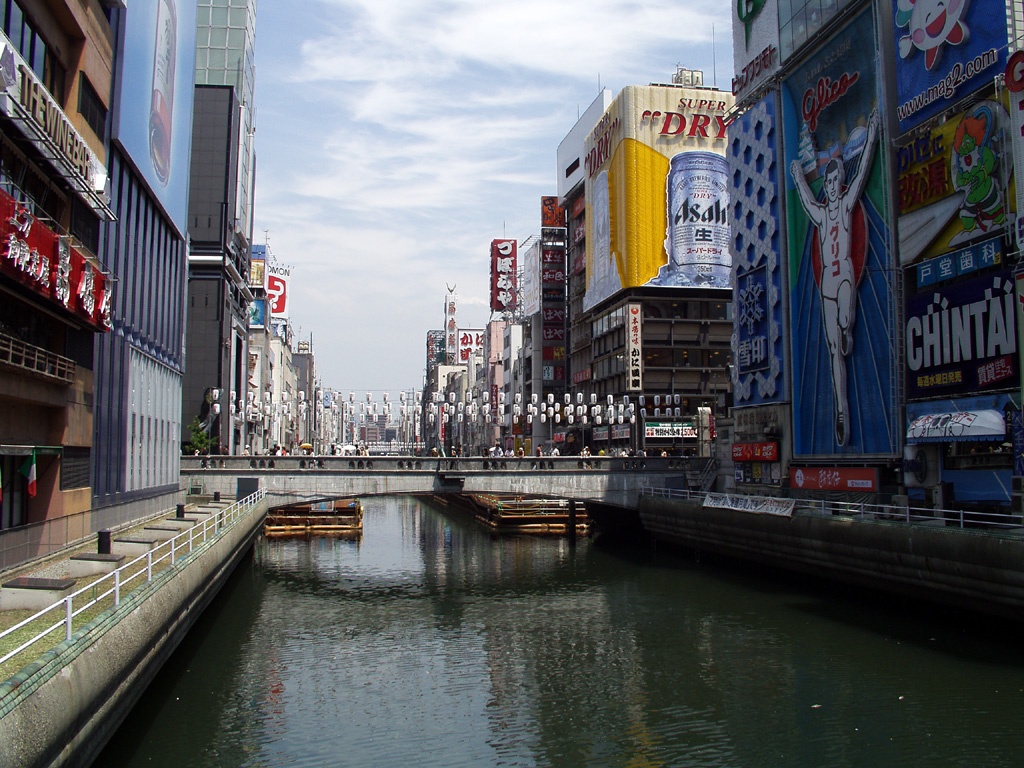
도톤보리 (2003년 7월)
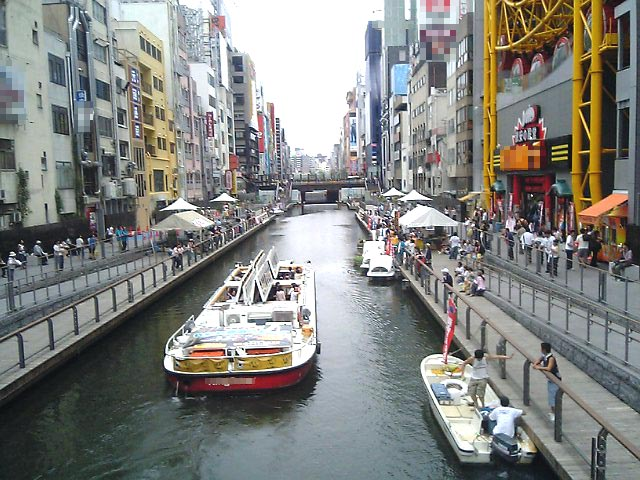
다이자에몬바시에서 하류 쪽을 바라본 모습
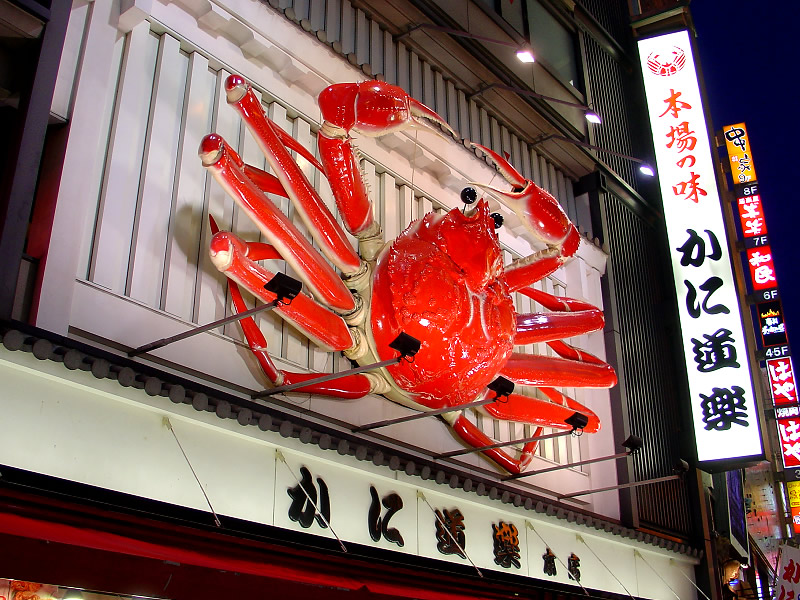
카니도라쿠 본점
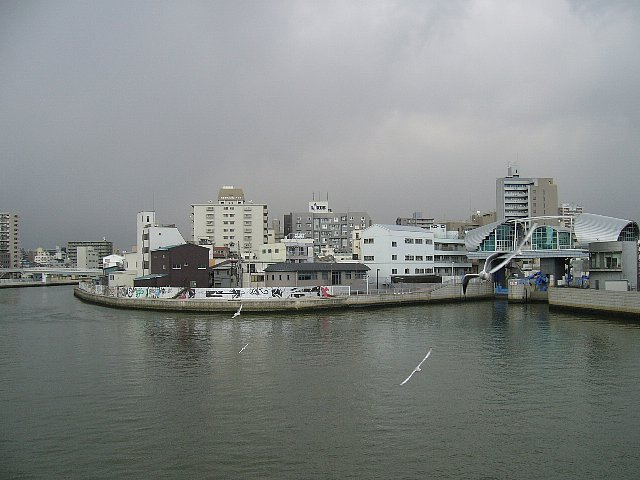
기즈가와와 도톤보리강이 합류하는 모습.
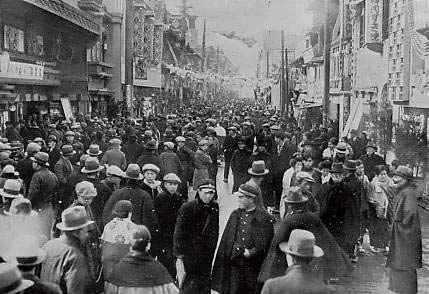
1930년대의 모습

## 도톤보리강
도톤보리강은 히가시요코보리강의 남쪽 끝에서 서쪽으로 흐르며 기즈강과 합류하는, 총 길이 약 2.7km의 하천이다. 서쪽의 요코보리강(현재는 복개됨)에서 하류 구간은 서도톤보리강이라고도 불린다. 하류의 서도톤보리강 구간에서는 강폭이 약 50m, 상류 구간에서는 약 30m 정도이다.
1967년(쇼와 42년)에는 다이코쿠바시(大黒橋) 상류의 양쪽변에 그린벨트가 설치되었으며, 1979년(쇼와 54년)에는 분수대, 1989년(헤이세이 원년)에는 워터 커튼도 추가되었다. 2000년(헤이세이 12년)에는 히가시요코보리강 수문과 도톤보리강 수문이 설치되어, 해일 방어와 하천 수위를 일정하게 제어할 수 있게 되면서 친수 공간으로의 활용이 본격화되었다.
2004년(헤이세이 16년)부터 2013년(헤이세이 25년)까지 니혼바시(日本橋)에서 우키니바시(浮庭橋, 옛 사쿠라가와 분기점) 구간의 양쪽변에 톤보리 리버워크라는 산책로가 조성되어, 도톤보리나 소에몬초의 번화가를 강가에서 즐길 수 있게 되었다.
2012년에는 개착 400주년이 되는 2015년 개장을 목표로, 강에 거대한 수조를 띄워 스포츠 대회도 열 수 있는 레저 풀을 만드는 도톤보리 풀 구상이 발표되었으나, 실현되지는 않았다.

## 석비
사카이스지(堺筋)와 니혼바시(日本橋) 북단 교차로의 북동쪽 모퉁이에는 "증종오위 안정도돈, 안정도복 기공비"(贈従五位安井道頓、安井道卜紀功碑)라는 석비가 세워져 있다. 뒷면에는 니시무라 텐슈(西村天囚)의 문장이 새겨져 있다. 또한 이 석비 맞은편에는 오노 주사부로(小野十三郎)의 "서 있으면, 생각은 아득한 저 강"으로 시작되는 시비가 세워져 있다.

## 역사
고다 나리토모(幸田成友)에 따르면, 1612년(게이초 17년)에 남쪽 끝이 막혀 있던 히가시요코보리가와(東横堀川)와 니시요코보리가와(西横堀川)를 연결하여 기즈가와(木津川)로 흘러 들어가는 새로운 하천을 개척하는 공사가 시작되었다. 이 공사의 신카와 봉행(新川奉行)으로는 셋쓰국(摂津国)에서 시와 겐지(清和源氏)로 이어진 가와치 겐지(河内源氏)의 분파인 하타케야마씨(畠山氏)의 일족 출신으로, 가와치국 시부카와군 구호지(久宝寺) 혹은 셋쓰국 스미요시군(住吉郡) 히라노고(平野郷) 출신의 야스이 도톤(安井道頓, 세이안 도톤)이 임명되었다. 그러나 오사카 전투 중 도톤이 전사하면서 그의 사촌인 야스이 큐베(安井九兵衛, 야스이 도보쿠(道卜))와 안도 토지(安藤藤次, 히라노 토지(平野藤次)) 등이 공사를 이어받아 1615년(겐나 원년)에 완공하였다. 초기에는 신보리(新堀), 난보리가와(南堀川), 신카와(新川) 등으로 불렸으나, 오사카 성주 마쓰다이라 다다아키라(松平忠明)가 도톤의 죽음을 기리고, 그가 사비를 아낌없이 투입하며 세운 공적을 고려해 ‘도톤보리(道頓堀)’라 명명하였다.
《오사카 난쇼쇼 잇켄》(大坂濫觴書一件)에 따르면, 전투 후 야스이 도보쿠가 공사 재개 승인을 받았을 때 도쿠가와 가문으로부터 인력 제공을 제안받았으나 이를 거절하고, 자신의 고향인 구호지에서 농민들을 불러 공사를 완수했다고 한다. 이 개발 과정에서 도톤보리가와 하치초(八丁)가 탄생하였으며, 현재의 구로에몬초(九郎右衛門町), 소에몬초(宗右衛門町) 등은 야스이 가문에 출입했던 농민들로, 개발 당시 개척을 맡았던 인물들의 이름을 따서 명명된 것이다.
도보쿠(道卜)는 지역 진흥책으로서 난센바(南船場)의 시오마치도오리(塩町通) 부근에 형성되어 있던 극장가를 도톤보리가와(道頓堀川) 남안으로 이전시켰다. 초기에는 도톤보리도오리(道頓堀通)의 북쪽에 강을 등지고 극장이 세워져 유녀 가부키(遊女歌舞伎)와 와카슈 가부키(若衆歌舞伎)가 공연되었으나, 유녀 가부키는 1629년(간에이 6년), 와카슈 가부키는 1652년(게이안 5년)에 금지되었다. 이후 1653년(쇼오 2년)에 다섯 개의 공식 극장 명의가 인정되었고, 공연권 면허의 상징으로써 극장 정면에 야구라(櫓)를 내건 극장들이 도톤보리도오리 남쪽에 세워지기 시작하여 가부키와 분라쿠가 공연되었다. 1707년(호에이 4년) 10월의 호에이 지진과 1854년(가에이 7년) 12월의 안세이 난카이 지진 당시, 오사카만에 밀려든 쓰나미가 강을 거슬러 올라가 도톤보리 부근까지 침수되었다고 전해진다.

## 도톤보리 고좌(道頓堀五座)
도톤보리 고좌는 에비스바시(戎橋) 남쪽에서 동쪽으로 위치했던 다섯 개의 극장, 즉 나니와좌(浪花座), 나카좌(中座), 쓰노좌(角座), 아사히좌(朝日座), 벤텐좌(弁天座)를 일컫는다. 1653년(쇼오 2년)에 다섯 개의 극장 명의가 공인되었으며, '오쓰야구라(五つ櫓)'라고도 불렸다. 도톤보리를 대표하는 극장군으로, 근대에 이르기까지 가부키, 니와카(仁輪加), 분라쿠 등의 공연이 활발히 이루어졌으며, 청년들이 남색을 파는 '와카슈차야(若衆茶屋)'도 모여 있었다.
쇼와 초기까지 이들 극장은 모두 쇼치쿠(松竹)의 경영을 받았으며, 일부는 영화관으로 전환되었다. 제2차 세계대전 후 아사히좌는 도에이(東映)에 매각되어 오사카 도에이 극장(후에 도톤보리 도에이로 개칭)으로 바뀌었다. 벤텐좌는 문라쿠좌(文楽座)로 개칭되어 상설 분라쿠 극장이 되었으나, 이후 문라쿠는 쇼치쿠에서 독립하여 다시 아사히좌로 개칭되었다. 쓰노좌는 연예장으로 전환되어 연예 붐 속에서 번성했으나, 만자이 붐 종료 후 침체되었고, 이들 극장 모두 쇼와 말기에 폐쇄되었다.
헤이세이 시대에 버블 붕괴를 겪으며 쇼치쿠는 남은 나카좌(쇼치쿠 신키게키의 본거지), 나니와좌(쇼치쿠 엔터테인먼트의 본거지)를 차례로 폐쇄하고, 영화관이 들어선 상업 빌딩으로 재개발된 쓰노좌까지 포함해 모든 부지를 매각했다. 이로써 도톤보리 고좌는 사실상 사라지게 되었다. 나카좌 해체 도중 폭발 사고가 발생해 건물이 붕괴되었고, 나카좌 남쪽에 위치한 호젠지요코초(法善寺横丁)가 큰 피해를 입었다. 현재 상업 연극과 가부키 정기 공연은 오사카 쇼치쿠좌에서 열리지만, 도톤보리 고좌와는 별개의 극장이다.
2013년(헤이세이 25년) 7월 28일, 쇼치쿠 엔터테인먼트가 쓰노좌 부지 소유자인 켄즈 네트웍스로부터 임대하여 '다이하쓰 무브 쇼치쿠 엔터테인먼트 도톤보리 쓰노좌(DAIHATSU MOVE 松竹芸能 道頓堀角座)'라는 코미디 극장을 개관하여 쓰노좌가 부활했으나, 2018년(헤이세이 30년) 7월 22일 임대 계약 만료로 폐관되었다.

## 도톤보리 소송(道頓堀裁判)
1965년(쇼와 40년) 1월 4일, 야스이 도보쿠(安井道卜)의 자손이 도톤보리 강의 토지 소유권을 주장하며 오사카 지방재판소에 민사 소송을 제기하였다. 소송 자료로는 야스이 가문에 전해져 내려온 다수의 자료가 제출되었으며, 에도 시대의 소유권 유효성, 목적 상실 후의 관행적 수리권의 존재 여부, 법률 미비 당시의 소유 개념 유무 등 여러 쟁점을 제기하였다. 1976년(쇼와 51년) 10월 19일, 법원은 야스이 측의 청구를 기각하는 판결을 내렸다.

## 수질
도톤보리강의 수질은 쇼와 40년대에는 연평균 BOD 값이 30mg/L을 초과할 정도로 극히 나빴으나, 오사카시 도시환경국의 대책 덕분에 2014년 4월에서 9월까지의 평균 BOD 값은 1.8mg/L로 크게 개선되었다. 현재는 잉어나 다른 물고기의 모습도 확인할 수 있다. 다만, DO 값이 2mg/L 정도로 낮으며, 일반 세균이나 대장균 등 유해한 혐기성 세균이 많아 수영에는 적합하지 않다.
또한, 탁도가 높아 외관상 깨끗한 강이라고 하기는 어려운 상태이다. 수질 환경 기준은 "B"에 해당하는데, 이는 AA에서 E까지 6단계 중 상위에서 세 번째에 해당하는 평가로 오사카시에는 "B" 평가 이상의 강이 없으며, 동일하게 히가시요코보리강도 "B"로 평가된다. 2015년 3월에는 오수를 일단 모아 하수처리장으로 보내는 "헤이세이의 다이코쿠 하수관"이라는 하수도관이 가동을 시작했으며, 이를 통해 수질이 더 개선될 것으로 기대된다. 오사카시는 도톤보리강을 사람들이 수영할 수 있는 강으로 만들기 위해 산간부의 미노오강이나 치하야강과 같은 "A" 평가를 목표로 하고 있다.
또한, 2003년(헤이세이 15년)에 비영리단체 법인 오사카・미즈카이도 808이 수질 정화를 목적으로 진주를 만들 수 있는 조개 중 하나인 이케초우조개 양식을 시작했다. 이 조개는 하루에 드럼통 한 개 분량의 물을 정화할 수 있는 것으로 알려져 있다. 2006년(헤이세이 18년) 1월 9일에는 개패식이 열려 진주도 채취되었다. 2017년에는 구보다와 협력하여 새로운 하수 처리 장치를 나카하마 하수처리장에 설치했다. 2021년 8월에는 수질 개선을 위해 나카하마 하수처리장에서 도톤보리강으로 새로운 처리수의 방류를 시작했다. 2021년 9월에는 문절망둑과 징거미새우가 확인되었다.
2022년에는 인근의 우메다 부근 강에서 은어떼가 확인되었다. 이러한 성과는 단기간에 이루어진 것이 아니라 수십 년간의 시행착오 끝에 점진적으로 나타나고 있는 성과로, 궁극적으로는 강바닥까지 보이는 본래의 강의 모습을 되찾는 것을 목표로 하고 있다.

## 행사 중심지로써
도톤보리에서는 대규모 이벤트 시에 많은 사람들이 모여 움직일 수 없을 정도로 혼잡해지며, 군중 사고의 가능성이 있다. 이에 따라 2023년 한신 타이거스가 리그 우승을 했을 때는 타이베이 주일 경제문화대표처와 주오사카 대한민국 총영사관이 여행이나 업무 등으로 간사이 지역에 머물거나 주재 중인 자국민 및 시민들에게 도톤보리 지역을 포함한 우승 직후 오사카 시내 번화가에 접근하지 말 것을 요청하는 상황이 발생하였다.
이외에도 일본 축구 국가대표팀 경기 후나 연말연시 카운트다운 등의 행사 후 일부 사람들이 강으로 뛰어드는 경우가 있다. 이러한 행위는 옷을 입고 들어가면 옷이 물을 흡수해 매우 무거워져 익사하거나 대장균 등에 감염될 위험이 있으며, 과거에는 에비스바시에서 강에 뛰어든 남성이 익사해 사망한 사례도 있었다. 이에 따라 행정 당국에서는 강에 뛰어들지 않도록 요청하고 있다.
모인 사람들 중 일부가 훌리건화되어 파괴적 행위를 벌이기도 했다. 1985년에는 KFC 매장 앞에 있던 커널 샌더스동상이 강에 던져지기도 했다. 이후 "커널 샌더스의 저주"라고 하여 한신 타이거스가 오랫동안 우승을 하지 못하게 되었다. 2023년 한신의 리그 우승과 일본 시리즈 우승으로 마침내 이 저주가 끝났고, 부두 위는 엄중한 경비로 인해 사람들은 강으로 뛰어들 수 없었으나 그 아래 인도에서 뛰어든 남성을 기자 마츠자키 미라이가 촬영한 사진이 미국 언론사 ABC에 의해 다뤄졌다. 그는 해맑게 웃으며 공중에서 깔끔한 포즈를 취해 "도톤보리의 피터팬"이라는 명성을 얻었다.

## 랜드마크
- 글리코 맨(グリコマン): 1935년에 설치된 간판으로, 육상 선수가 파란색 트랙 위를 달리는 모습을 묘사하고 있다. 글리코 맨은 클리코 캔디의 상징이다. 월드컵을 축하한다든가 한신 타이거스를 응원하기 위해서 간판이 종종 변경되기도 한다. 현재 설치된 간판은 6번째 간판으로 2014년 10월에 LED 간판으로 교체됐다. 5번째 간판은 네온사인을 이용했다.

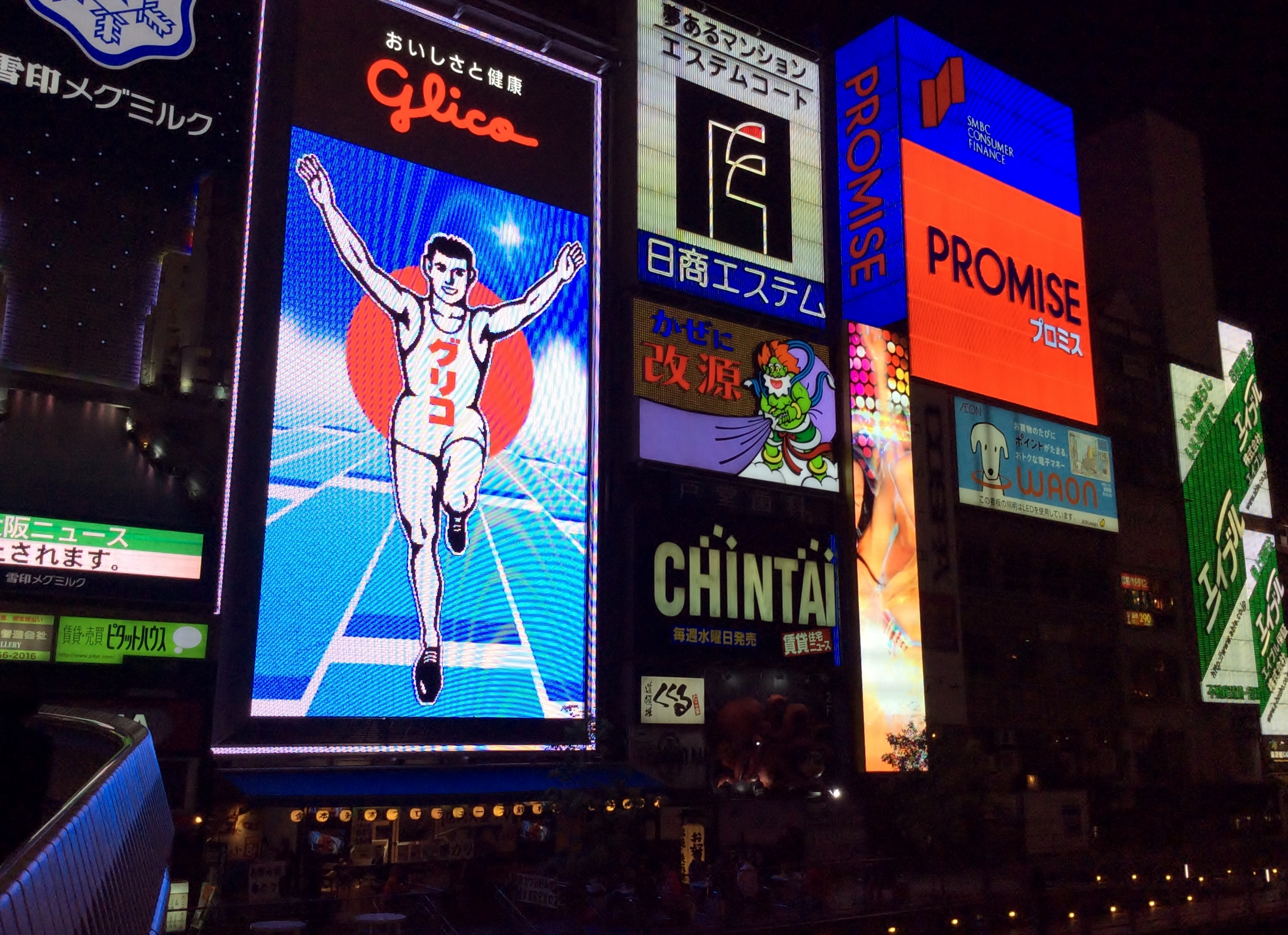
글리코 맨

## 같이 보기
- 나리야스 도톤(成安道頓, ja:安井道頓) - 백제인 후손으로서 도톤보리 운하공사를 직접 지휘
- 커널 샌더스의 저주

### 내용주
1. ↑  나카좌(中座)는 2009년(헤이세이 21년) 7월에 나카자 쿠이다오레 빌딩(中座くいだおれビル)으로 새롭게 개장하고, 쿠이다오레 타로(くいだおれ太郎)가 복귀하였다.

### 참조주
1. ↑  “世界驚愕「道頓堀プール」の詳細を徹底解説 年間100万人の来場で、国内全域に波及効果”. 《なんば経済新聞》. 2024년 5월 7일에 확인함.
2. ↑  “大坂城山里丸の刻印石と残念石”. 大阪なにわの夢募金実行委員会. 2020년 8월 22일에 확인함.
3. ↑  大阪市市立図書館　道頓堀の名の由来について
4. ↑  “国をたどりて〜震災復興　歴史に学ぶ(2)忘れられた「大阪水没」（産経ニュース2011年9月30日）2011年10月15日閲覧”. 2012년 1월 29일에 원본 문서에서 보존된 문서. 2024년 11월 6일에 확인함.
5. ↑  長尾武(2008) (PDF)  長尾武 (2008)：1854 年安政南海地震津波、大阪への伝播時間と津波遡上高、『歴史地震』第23号、63-79.
6. ↑  「オトコノコのためのボーイフレンド」（1986年 少年社）日本男色史。
7. ↑  “4：芝居・文化の都 ～ 難波 | このまちアーカイブス | 不動産購入・不動産売却なら三井住友トラスト不動産”. 《smtrc.jp》 (일본어). 2024년 5월 7일에 확인함.
8. ↑  “会社情報 ｜松竹芸能株式会社”. 《松竹芸能株式会社》 (일본어). 2018년 10월 13일에 확인함.
9. ↑  大阪市　安井家文書
10. ↑  “「道頓堀は汚いので飛び込むと病気になる」は本当か”. ジェイ・キャスト. 2020년 8월 22일에 확인함.
11. 1 2  “「道頓堀川を泳げる川に」　山間部と同レベルに大阪市が発表”. 《産経WEST》. 2014년 11월 17일에 원본 문서에서 보존된 문서. 2020년 8월 22일에 확인함.
12. ↑  “未来の大阪を支える平成の太閤下水” (pdf). 都市技術センター. 2020년 8월 22일에 확인함.
13. ↑  “大阪と下水道⑤平成の太閤下水で道頓堀川をキレイに”. 日本下水道協会. 2020년 8월 22일에 확인함.
14. ↑  “道頓堀川を「川底が見えるきれいな川」に！ かつては「ヘドロ」も…新技術で汚名返上へ”. 2024년 5월 10일에 확인함.
15. ↑  “絶滅危惧種のニホンウナギがいた　意外とキレイだった道頓堀川”. 2024년 5월 10일에 확인함.
16. ↑  “かつては"どぶ川"　あの道頓堀川に潜ってみた！【後編】カーネルサンダースもヘドロに沈んだ「道頓堀川」キレイになった！　水質が“劇的”改善で魚が泳ぐ川に…”. 2024년 5월 10일에 확인함.
17. ↑  日本放送協会 (2023년 9월 12일). “阪神タイガース 18年ぶりに優勝しても 群集事故に気をつけて！ | NHK”. 《NHKニュース》. 2023년 9월 16일에 확인함.
18. ↑  “阪神優勝まで「１勝」…韓国外交部「大阪道頓堀訪問を控えて」”. 《中央日報》. 2023년 9월 14일. 2023년 9월 14일에 확인함.
19. ↑  “「アレしそうやから注意」阪神優勝での混乱警戒 台湾の窓口機関が旅行者に注意喚起”. 《テレビ朝日》. 2023년 9월 14일. 2023년 9월 14일에 확인함.
20. ↑  “道頓堀川に１００人ダイブ、見物客１千人　日本勝利で”. 《www.asahi.com》. 2023년 9월 16일에 확인함.
21. ↑  “２０年前は５３００人 熱狂ファンの「道頓堀ダイブ」に警察の秘策は？ 阪神１８年ぶりリーグ優勝（ABCニュース）”. 《Yahoo!ニュース》 (일본어). 2023년 9월 16일에 확인함.
22. ↑  “タイガースに歓喜アレ：阪神アレでもソレはだめ！ 道頓堀川、厳重警戒 過去には死者も”. 《毎日新聞》 (일본어). 2023년 9월 16일에 확인함.
23. ↑  “(2ページ目)阪神が「アレ」すると大阪に一体何が起こるのか 過去には「5000人ダイブ」「全裸」「車暴走」…逮捕者も”. 《AERA dot. (アエラドット)》 (일본어). 2023년 9월 14일. 2023년 9월 16일에 확인함.
24. ↑  “道頓堀のピーターパン」との呼び名も！？　阪神優勝時の写真に共同通信・大阪支社「なぜあの１枚を世に送り出そうと考えたのでしょうか」”. 2024년 4월 7일에 확인함.